# Idade da Pedra no Azerbaijão
A Idade da Pedra no Azerbaijão atual é dividida nos períodos Paleolítico, Mesolítico e Neolítico. A Idade da Pedra no Azerbaijão foi estudada em Carabaque, Gazakh, Lerik, Gobustão e Naquichevão. Pela primeira vez no Azerbaijão, os materiais de pedra no solo foram encontrados por Mammadali Huseynov no desfiladeiro Shorsu localizado perto da aldeia de Girag Kasaman na região de Qazakh. Segundo sua pesquisa, as pessoas se estabeleceram 2 milhões de anos atrás no território do Azerbaijão. A era da Idade da Pedra envolveu duas espécies humanas diferentes: Homo neanderthalensis e Homo sapiens.

## Paleolítico
O período paleolítico teve origem na habitação da primeira espécie humana neste território e durou até o 12º milênio a.C. O Paleolítico é subdividido em 3 períodos: O Paleolítico Inferior, O Paleolítico Médio e o Paleolítico Superior.

### O Paleolítico Inferior

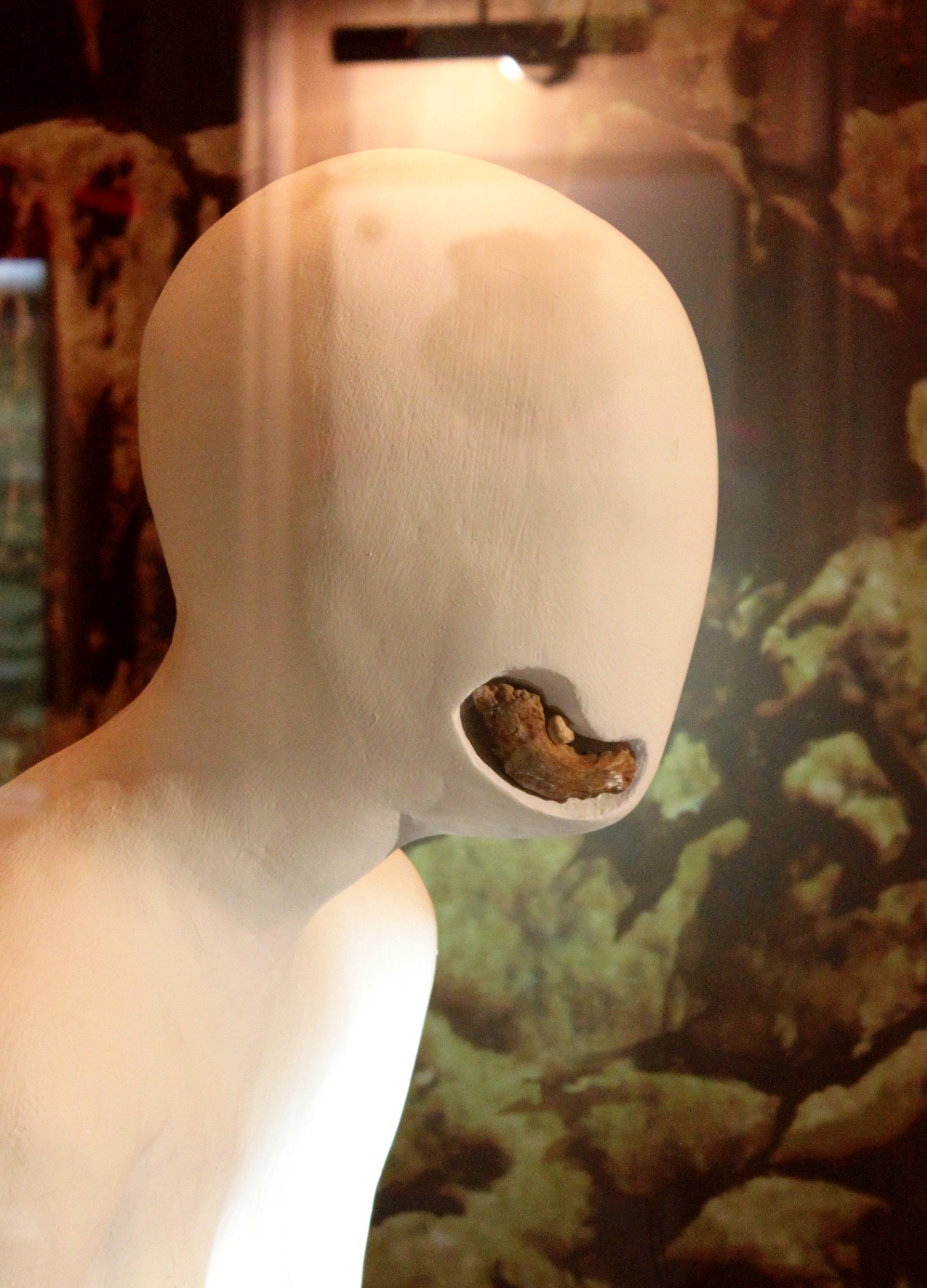
Maxilar inferior de Azykhantrop no Museu de História do Azerbaijão

O período do Paleolítico Inferior continuou até 100 mil anos atrás no Azerbaijão. O estilo de vida das pessoas que vivem no período do Paleolítico Inferior no Azerbaijão foi estudado no vale Guruchay, com base em materiais da caverna Azokh. Em 1968, a parte inferior da mandíbula azykantrop foi encontrado na camada pertencente à idade acheuliana, na caverna Azokh. Havia matérias-primas para a preparação de várias ferramentas no vale Guruchay. Os povos antigos coletaram pedras de Guruchay para preparar instrumentos de trabalho (ferramentas). Distinguidos por suas características únicas das técnicas e tipologia das amostras material-culturais, eles foram intitulados como "cultura Guruchay" no final da investigação realizada na caverna Azokh, em 1974. A cultura Guruchay tinha algumas características em comum com a cultura Olduvay. 
A cultura acheuleana no Azerbaijão se desenvolveu com base na cultura Guruchay e é considerada seu segundo estágio. As descobertas da cultura acheuleana foram retratadas no território da região de Gazakh, no Azerbaijão. A descoberta de resíduos de animais mostra que a caça dominou durante o período acheuliano. Os instrumentos de trabalho eram feitos principalmente de quartzo, pedra, basalto, calcário, às vezes calcedônia e outros tipos de pedra.

### O Paleolítico Médio
A era do Paleolítico Médio começou há 100.000 anos e terminou 35 mil anos atrás. Este período também é chamado de cultura Mousteriana. O estilo de vida das pessoas e os assentamentos humanos desse período foram estudados em Carabaque (cavernas Tağlar, Azokh e Zar), Qazakh (caverna Damjili) e Naquichevão (caverna Qazma). Mais de 2000 ferramentas de pedra e milhares de ossos de animais pertencentes à cultura Mousteriana foram encontrados aqui. O povo mousteriano se espalhou pelas encostas sul do Cáucaso Menor, da planície de Mil a Jeyrancol, em uma grande área. Os principais instrumentos desta época eram ferramentas pontiagudas. A principal ocupação dos povos antigos durante esse período foi a caça e a coleta.

### O Paleolítico Superior
O Paleolítico Superior no Azerbaijão durou de 40 a 35 mil anos atrás a 12 mil anos atrás. Os campos do Paleolítico Superior no Azerbaijão foram representados por cavernas e campos ao ar livre. Instrumentos do período paleolítico superior foram encontrados nos campos de Damjili, Zar e Gobustão. Durante esse período, o cervo gigante e o urso da caverna foram extintos e as pessoas começaram a caçar gazelas, ovas, veados, cabras da montanha e outros animais do Cáucaso. O extenso desenvolvimento da caça causou uma divisão do trabalho entre homens e mulheres. Os homens estavam envolvidos na caça, enquanto as mulheres controlavam o fogo, costuravam roupas, criam filhos e administravam a casa.

## Mesolítico

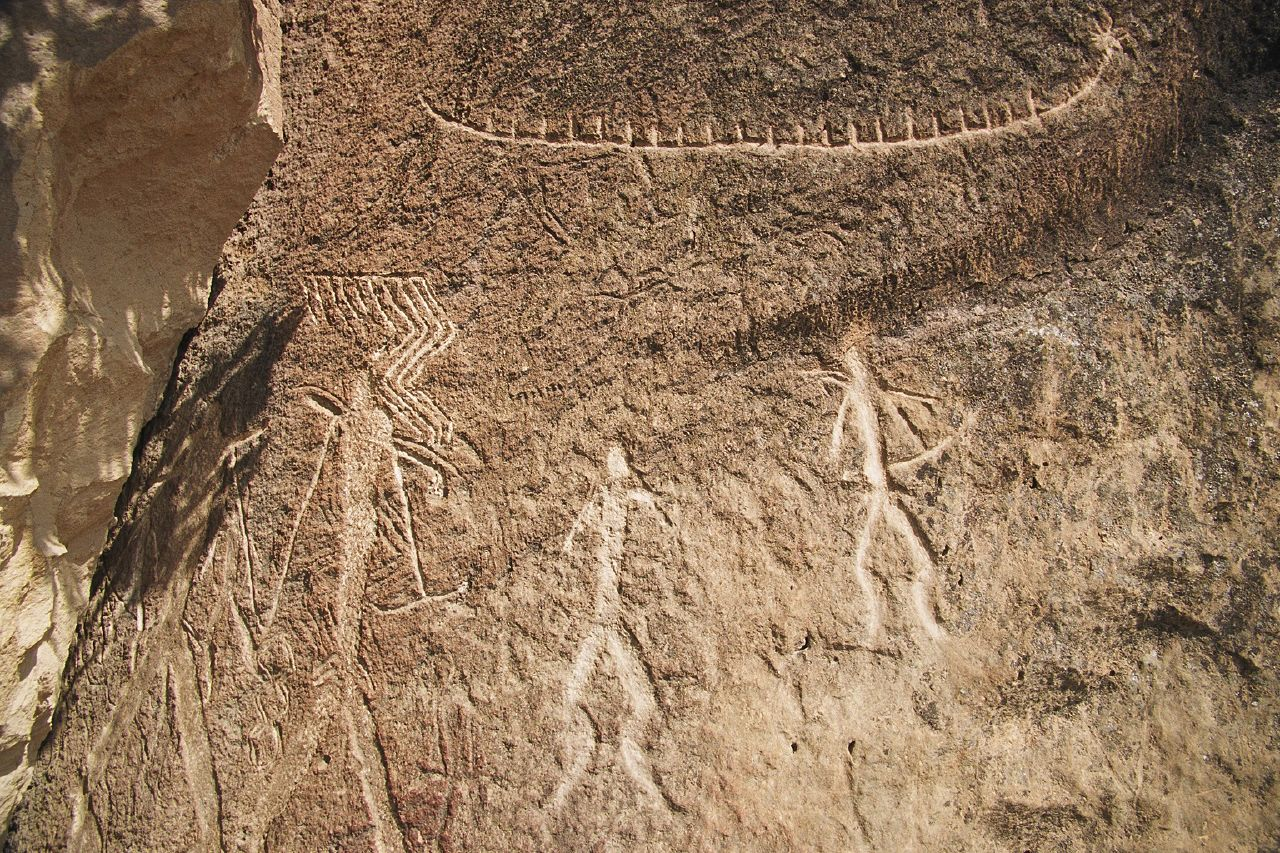
Arte rupestre Gobustão

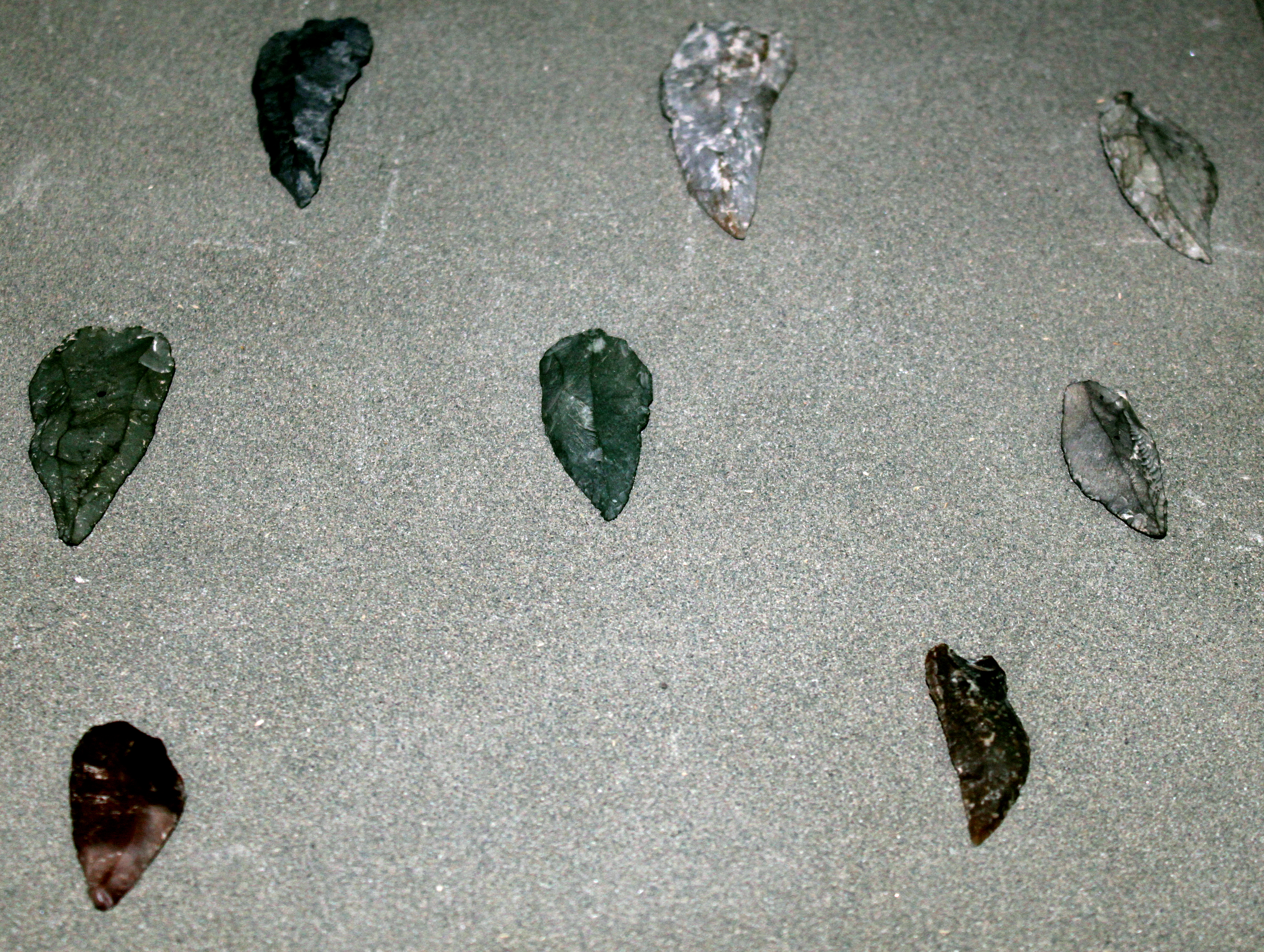
Ferramentas microlíticas da caverna Damjili

Quase 12.000 anos atrás, o período do Paleolítico Superior foi substituído pelo período do Mesolítico (12.000-8.000 a.C.). O período mesolítico no Azerbaijão foi estudado principalmente com base nas cavernas de Gobustão (perto de Bacu) e Damjili (Qazakh). Ferramentas de pedra do período mesolítico foram encontradas na caverna. Inúmeros ossos de animais foram encontrados nos campos mesolíticos de Gobustão. Os resultados mostram que a caça teve um lugar importante na vida dos povos antigos dessa região. Eles caçavam cavalos selvagens, burros selvagens, bois, veados e outros animais. O surgimento de pedras microlíticas é típico para o mesolítico. O tamanho deles seria 1–2 cm. As descobertas do período mesolítico da caverna Damjili consistem em pontas triangulares, grandes ferramentas de corte circular e núcleos que são considerados usados para a caça. Pela primeira vez, os animais começaram a ser domesticados neste período. Estudos realizados em Gobustão mostram que a pesca teve um papel importante.

## Neolítico

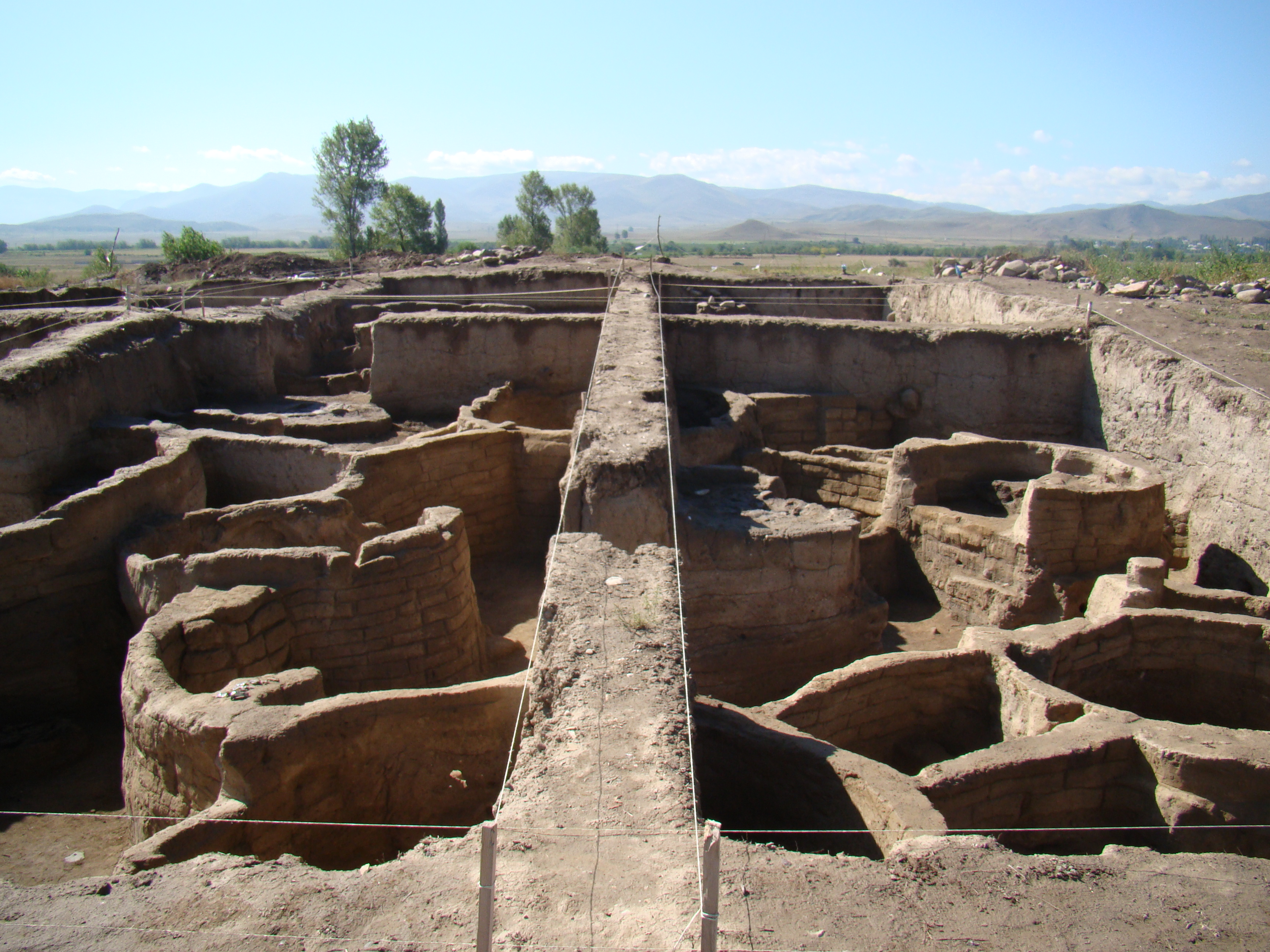
Complexo arqueológico de Goytepe

Segundo a pesquisa arqueológica, o período mesolítico foi substituído pelo período neolítico no VII-VI milênio a.C. Por causa da revolução agrícola do período neolítico, as pessoas começaram a se espalhar por áreas com condições favoráveis para a agricultura. Exemplos materiais e culturais do período neolítico do Azerbaijão foram encontrados na caverna Damjili, Gobustão, Cultepe em Naquichevão, Shomutepe, Toyretepe, Haci Elemxanli Tepe e outros assentamentos. Goytepe é um sítio arqueológico neolítico no Azerbaijão afiliado à cultura Shomutepe e é o maior assentamento do período inicial da era neolítica no sul do Cáucaso. Cerâmica, obsidiana e basalto, espécimes de cerâmica, instrumentos de trabalho baseados em ossos, restos de plantas e animais foram encontrados na seqüência cultural neolítica da caverna. Amostras das inovações neolíticas - cerâmica foram encontradas em Gobustão e Kultepe I na área do Azerbaijão.